# Штеффен, Анук
Анук Штеффен (нем. Anuk Steffen) — швейцарская актриса, наиболее известная по исполнению роли Хайди в одноименном фильме режиссера Алейна Гспонера.

## Биография
Родилась 19 декабря 2004 года в швейцарском городе Кур. В возрасте 10 лет была отобрана из около 500 претендентов   на главную роль в фильме  «Хайди» - экранизации одноименной книги Йоханны Спири.
В интервью 2015 года сказала, что хотела бы сыграть в фильме, действие которого разворачивается в современное время (действие «Хайди» происходит в XIX веке), однако также сообщила, что не видит своего будущего в актёрской карьере. 
В 2019 году снялась в короткометражной драме «Свиное сердце».

## Награды
- Фестиваль детских фильмов Рурского региона (2016): «Лучшая актриса» за роль Хайди. [3]

## Фильмография
- 2015 — Хайди / Heidi — Хайди
- 2019 — Свиное сердце / Pig Heart (короткометражный) — Элли